# Evangelische Kirche (Kleestadt)

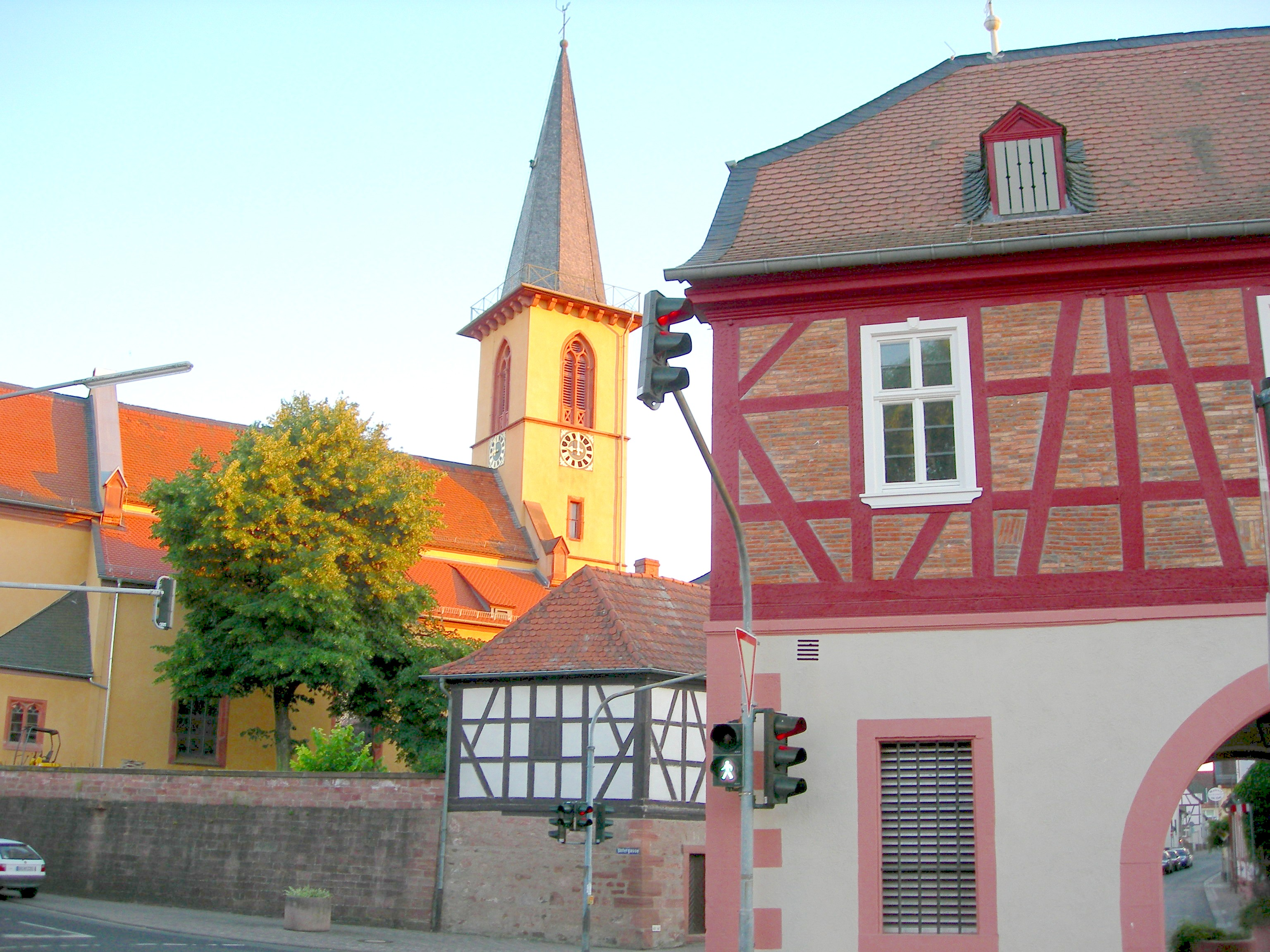
Evangelische Kirche (Kleestadt)

Die Evangelische Kirche Kleestadt ist ein denkmalgeschütztes Kirchengebäude, das in Kleestadt steht, einem Stadtteil von Groß-Umstadt im Landkreis Darmstadt-Dieburg in Hessen. Die Kirchengemeinde gehört zum Dekanat Vorderer Odenwald in der Propstei Starkenburg der Evangelischen Kirche in Hessen und Nassau. 

## Beschreibung
Um 1450 erhielt die Ende des 13. Jahrhunderts erbaute Kapelle einen Chor aus einem Joch und dreiseitigem Schluss. 1560 wurde das südliche Seitenschiff angebaut, 1861 das nördliche. Die Mauern des Mittelschiffs wurden erhöht und neue Flachdecken eingezogen. Dadurch entstand eine Pseudobasilika. Der quadratische Kirchturm im Westen wurde 1833 aufgestockt und mit einem achtseitigen, schiefergedeckten, spitzen Helm versehen. Bei der Renovierung 1936/37 wurden die bis dahin verdeckten Wandmalereien freigelegt. 
1719 baute Johann Nikolaus Schäfer eine Orgel mit sieben Registern und einem Manual. Sie wurde später um ein freies Pedal ergänzt und auf 12 Register erweitert. 1861 wurde die Orgel auf die Empore im Westen versetzt. 
1950 wurden zwei Kirchenglocken von der Glockengießerei Hamm als Ersatz für die im Zweiten Weltkrieg eingeschmolzenen aufgehängt.